# Dicrostonyx groenlandicus
Espèce
Synonymes
- Dicrostonyx kilangmiutak
Anderson & Rand, 1945
- Dicrostonyx rubricatus
(Richardson, 1889)

Statut de conservation UICN

 LC  : Préoccupation mineure
Dicrostonyx groenlandicus, appelé Lemming à collerette ou, comme une autre espèce du même genre, Lemming variable, est une espèce de rongeurs de la famille des Cricétidés. Ces lemmings font partie du groupe des lemmings à collier ou lemmings arctiques, noms génériques des espèces du genre Dicrostonyx mais qui désignent souvent cette espèce.

## Répartition et habitat

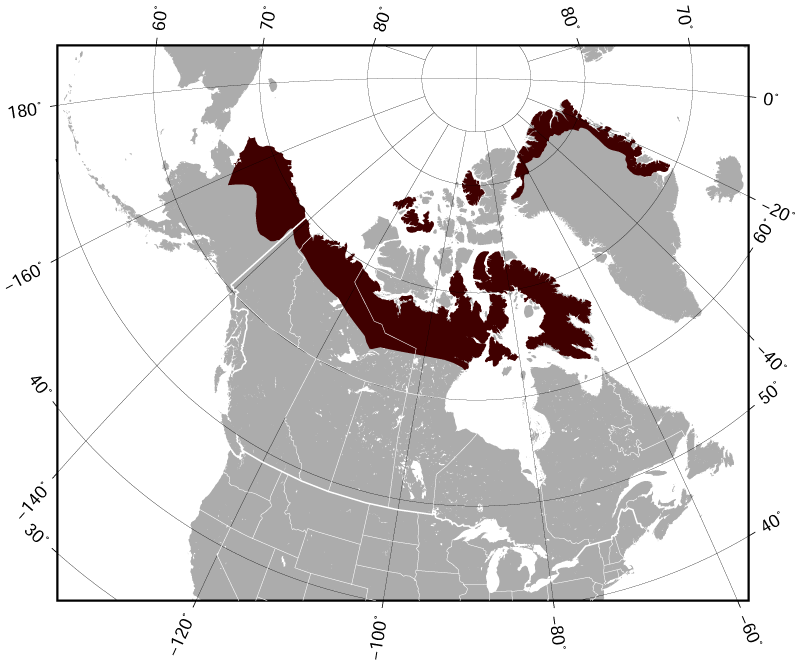
Carte de répartition de Dicrostonyx groenlandicus.

Il vit au Canada et aux États-Unis. On le trouve dans les hauteurs sèches et rocheuses en été et dans les basses prairies en hiver.